# سیارک ۱۱۴۶۵۹
سیارک ۱۱۴۶۵۹ (به انگلیسی: 114659 Sajnovics، نامگذاری:2003FJ7)۱۱۴۶۵۹مین سیارک کشف شده‌است که در ۲۸ مارس ۲۰۰۳ کشف شد.